# Parque nacional Grupo Sir Charles Hardy
Grupo Sir Charles Hardy es un parque nacional en Queensland (Australia), ubicado a 1997 km al noroeste de Brisbane.

## Datos
- Área: 1,29 km²
- Coordenadas: 11°54′16″S 143°27′38″E / -11.90444, 143.46056
- Fecha de Creación: 1989
- Administración: Servicio para la Vida Salvaje de Queensland
- Categoría IUCN (Unión Mundial para la Conservación): II

Véase también:
- Zonas protegidas de Queensland

- Datos: Q2791105